# Pudelstein
Der Pudelstein ist ein Geotop auf dem Gebiet der Gemeinde Baiersbronn im Landkreis Freudenstadt im Nordschwarzwald.

## Kenndaten
Der Pudelstein ist unter dem Namen Pudelstein im Steinmissekar und der Nr. 6636/1093 beim Landesamt für Geologie, Rohstoffe und Bergbau registriert.

## Lage und Beschreibung
Das Geotop liegt im Tonbachtal etwa 4,5 km nördlich von Baiersbronn. Es handelt sich um einen Felsbrocken mit den Maßen 24 × 17 × 7 m. Der Felsen liegt in einem Kar mit dem Namen Steinmissekar. Es wird vermutet, dass der Felsen nacheiszeitlich aus der rund 100 m über dem Karboden ansteigenden Karwand gestürzt ist. Der Pudelstein ist der Geröllsandstein-Formation des Mittleren Buntsandsteins zuzuordnen.